# Nachal Na'ura
Nachal Na'ura (hebrejsky: נחל נעורה) je vádí v severním Izraeli, na pomezí Dolní Galileji a Charodského údolí.
Začíná v nadmořské výšce necelých 200 metrů na rozhraní východních svahů masivu Giv'at ha-More a náhorní planiny Ramot Jisachar, severně od vesnice Na'ura. Vádí směřuje k jihu mírně zvlněnou a zemědělsky využívanou krajinou podél lokální silnice 716. Míjí ze západu vesnici Ramat Cvi, u které zprava ústí do vádí Nachal Šejzafim.